# Casablanca Express
Casablanca Express è un film del 1989 diretto da Sergio Martino.

## Trama
Nel 1942 Winston Churchill arriva ad Algeri per spostarsi a Casablanca, dove lo aspettano Franklin D. Roosevelt e Iosif Stalin. Il personale, militare e civile, che lo accompagna si raccomanda che non voglia viaggiare in treno, ma lui non vuol sentire ragioni. L'Intelligence scopre che i tedeschi sono a conoscenza di questo arrivo e quindi prendono ogni precauzione, non ultima quella di aggiungere al treno uno speciale vagone, il Casablanca Express, con il massimo della sicurezza. Il treno parte, Alan Cooper, il capitano Franchetti e il luogotenente Lorna Fisher sono le guardie del corpo. Cooper s'aggira tra i vagoni per controllare i passeggeri e infatti scopre un agente tedesco travestito e ingaggia con lui una violenta lotta anche sul tetto del treno. Si tratta di Otto von Tiblis, che, scoperto, apre il fuoco sui passeggeri. Il treno si ferma e le truppe tedesche l'attaccano e uccidono quasi tutti i soldati americani e molti civili. La carneficina continua a lungo con alterne vicende. Cooper, Fisher e Franchetti riescono ad aprire il fuoco sui tedeschi e quando arrivano a comunicare via radio con Algeri ottengono l'arrivo dei Marines comandati dal generale maggiore Williams. La situazione è completamente capovolta e anche von Tiblis viene ucciso. Franchetti muore, gli altri due, anche se feriti, tornano ad Algeri, dove apprendono che Churchill non era sul treno, bensì aveva viaggiato in aereo.